# Monocoptopera ecmatellescens
Monocoptopera ecmatellescens är en fjärilsart som beskrevs av George Francis Hampson 1898. Monocoptopera ecmatellescens ingår i släktet Monocoptopera och familjen Crambidae. Inga underarter finns listade i Catalogue of Life.